# Cnephasia klimeschi
Cnephasia klimeschi is een vlinder uit de familie bladrollers (Tortricidae). De wetenschappelijke naam is voor het eerst geldig gepubliceerd in 1956 door Razowski.
De soort komt voor in Europa.